# Bernardino Giannuzzi-Savelli
Bernardino Giannuzzi Savelli dei baroni di Pietramala (Cosenza, 19 novembre 1822 – Roma, 10 novembre 1887) è stato un magistrato e politico italiano.

## Biografia
Nacque a Cosenza il 19 novembre 1822, figlio ultragenito di Domenico, Barone di Pietramala attualmente chiamata Cleto e di Rosa Maria Mollo figlia del barone Saverio. Studiò a Cosenza, mostrando una non comune capacità di apprendimento, e presso l'Università Federico II di Napoli laureandosi in giurisprudenza.
Ebbe subito modo di mostrare le sue capacità dialettiche per il suo carattere affabile e brillante. Nel 1845 entrò in magistratura, e rivestì la carica di pubblico ministero in uno dei momenti più difficili del Regno delle Due Sicilie. Per le sue alte doti di equilibrio umano e professionale presto raggiunse le vette della suprema magistratura.
L'elevata preparazione e l'indubbia competenza nel diritto gli conferirono un facile passaggio nel neo Regno d'Italia. Nel febbraio 1862 si trasferì a Torino quale membro della "Commissione per gli Studi Legislativi".
Nel 1878 accogliendo l'esortazione del cardinale Guglielmo Sanfelice d'Acquavella, suo amico ed estimatore, all'epoca arcivescovo metropolita di Napoli, fu per un breve periodo consigliere comunale della città. Nel 1878 fu primo presidente della Corte di Appello di Roma con funzioni di estensore e relatore. In quegli anni fu presidente della Commissione per la preparazione del Codice del Commercio. Il 21 giugno 1881, su proposta di Giuseppe Zanardelli, venne nominato dal re Umberto I senatore del Regno. Il 25 maggio 1883 il Presidente del Consiglio Agostino Depretis lo chiamò al governo come ministro guardasigilli e ministro di Grazia e Giustizia e dei Culti. Fu molto tenace ed attivo nella preparazione del Codice Penale al quale cercò di conferire un carattere marcatamente liberale.
Fu vicepresidente del Senato del Regno dal maggio 1886 sino alla sua morte avvenuta a Roma il 10 novembre 1887.